# Julio César Nicolares
Julio César Nicolares (* 9. September 1903 in Canelones; † 7. November 1977 in Montevideo) war ein uruguayischer Boxer.
Nicolares, der auch als Julio César Nicolari geführt wird, trat als Boxer bei den Olympischen Sommerspielen 1924 in den Boxwettbewerben im Leichtgewicht an. In Runde eins bezwang er Ernests Gūtmanis. Dies bedeutete den ersten Sieg eines uruguayischen Boxers bei Olympischen Spielen. Anschließend unterlag er in seinem Zweitrundenkampf am 17. Juli 1924 gegen den Franzosen Jean Tholey. Damit belegte er den neunten Platz.